# Ric Hochet
Ric Hochet es una serie de cómic franco-belga creada por el guionista André-Paul Duchâteau y el dibujante Tibet para la revista Tintín el 30 de marzo de 1955. Su protagonista homónimo es un periodista que coopera regularmente con la policía judicial. Lleva a cabo sus investigaciones en una atmósfera casi siempre fantástica.

## Trayectoria editorial
La serie se ha publicado en toda Europa, modificándose su nombre, y el de sus personajes, según el idioma al que era traducida:
| Francés             | Inglés     | Alemán             | Italiano            | finés     | Idioma neerlandés        | Sueco                  | Tamil                      |
| ------------------- | ---------- | ------------------ | ------------------- | --------- | ------------------------ | ---------------------- | -------------------------- |
| Ric Hochet          | Ric Hochet | Rick Master        | Ric Roland          | Riku Oska | Rik Ringers              | Allan Falk / Rick Hart | Reporter Johnny            |
| Commissaire Bourdon |            | Kommissar Bourdon  | Commissario Bourdon |           | Commissaris Baardemakers | Kommissarie Bourdon    | Police Commissioner Boudon |
| Nadine              |            | Nadine             | Nadine              |           | Nadine                   | Nadine                 | Nadine                     |
| Richard Hochet      |            | Richard Hochet     |                     |           | Richard Ringers          |                        | Richard                    |
| Inspecteur Ledru    |            | Inspektor Ledru    | Ispettore Ledru     |           | Kempers                  |                        | Inspector Ledru            |
| Bob Drumond         |            | Bob Drumond        |                     |           | Bob Dalberg              | Bob Drumont            | Bob                        |
| Professeur Hermelin |            | Professor Hermelin |                     |           | professor Hermelijn      |                        | Professor Hermelin         |

En España, recibió el nombre de Ric Barry al ser publicado en el "Tintín" de Zendrera y continuar en Gaceta Junior. A partir de 1976 se publicó en la revista "Mortadelo Especial" con su nombre original.

## Argumento y personajes
Ric Hochet y el comisionado Bourdon, aunque son franceses y parisinos, a menudo se trasladan a Bélgica y utilizan expresiones valonas, desconocidas en Francia. El uniforme de los policías tampoco se adecua al reglamentario en la Francia de la época.

### Personajes
Principales
- Ric Hochet, periodista, héroe de la serie.
- Commissaire Bourdon, de nombre completo Sigismond Bourdon, es un buen amigo de Ric Hochet.

- Nadine, sobrina nieta del Alto Comisario y novia de Ric Hochet.
- Richard Hochet, padre de Ric Hochet.
- Inspecteur Ledru, segundo del Commissaire Bourdon.
- Bob Drumont, redactor jefe de La Rafale.
- Professeur Hermelin, científico, detesta al Comisario.
- Le Bourreau, alias B, espía, enemigo jurado de Ric Hochet.
- Lambert, periodista poco escrupuloso del periódico rival Paris-Night.
- Lamberto, cineasta.
- Nanar, el gato negro y blanco de Ric Hochet, al que se dirige como si fuera un ser humano.

Secundarios
- Lionel, cantante.
- M. Largo, cantante.
- Gene Carmann, empresario.
- Etienne, secretario de Carmann
- Jo-le-colosse
- Commisaire Brébant
- Dr. Laurent Dupret
- Didier, sobrino de Dupret.
- Mme Cornelius.
- Karen Visser
- Pieter Visser
- Laura Hems
- M. Barnex
- Casteyns
- Luc Arnold
- Jérémie Stock
- Harry Dihouny
- Dora Pollux
- Madame Russo
- Mercello Pagliero

## Álbumes

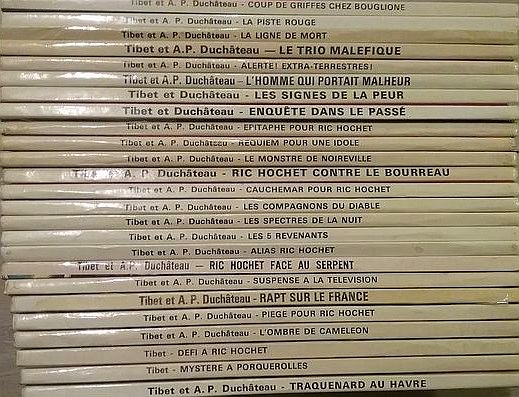
Vols. 1 a 24, de abajo arriba

1. Traquenard au Havre2, Lombard, Collection du Lombard (09/1964)
2. Mystère à Porquerolles, Lombard, Collection du Lombard (09/1964)
3. Défi à Ric Hochet, Lombard, Collection du Lombard (09/1965)
4. L’Ombre de Caméléon, Lombard (09/1966)
5. Piège pour Ric Hochet, Lombard (09/1967)
6. Rapt sur le France, Lombard (03/1968)
7. Suspense à la télévision, Lombard (09/1968)
8. Face au serpent, Lombard (03/1969)
9. Alias Ric Hochet, Lombard (09/1969)